# ايلافا
مدينة ايلافا (بالسلوفاكية: Ilava)‏ هي مدينة في شمال غرب سلوفاكيا وتتبع إقليم ترنتشين.

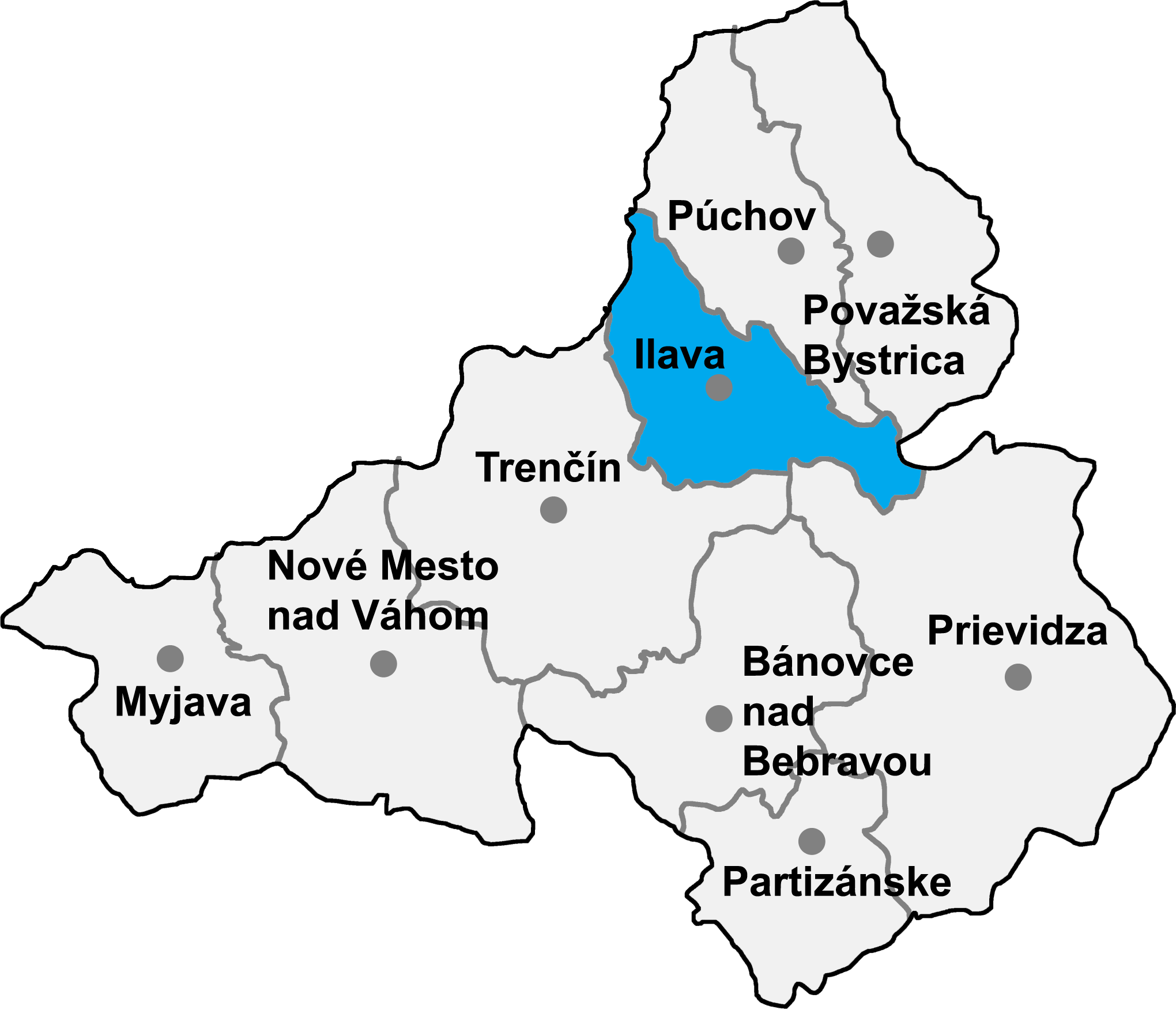
موقع ايلافا في إقليم ترنتشن

## توأمة
لايلافا اتفاقيات توأمة مع كل من:
- جيور
- Klimkovice [الإنجليزية]‏
- Mikołów [الإنجليزية]‏

## أعلام
- كاترينا غري